# Cristian Vital
Cristian Vital – argentyński zapaśnik walczący w stylu klasycznym. Zajął dwunaste miejsce na mistrzostwach panamerykańskich w 2007. Zdobył brązowy medal na igrzyskach Ameryki Południowej z 2006 i srebrny na mistrzostwach w 2009 roku.